# Lily Brooks-Daltonová
Lily Brooks-Daltonová (*18. srpna 1987 Brattleboro, Windham, Vermont) je americká spisovatelka. Je autorkou románu Půlnoční nebe (Good Morning, Midnight ), který byl přeložen do mnoha jazyků a zfilmován pod názvem The Midnight Sky.

## Život a dílo
Narodila se a vyrostla v jižním Vermontu. Studovala anglistiku na Massachusettské univerzitě v Amherstu, kde získala titul BA, později na Portlandské státní univerzitě v Oregonu, kde v roce 2016 dosáhla titulu MFA v tvůrčím psaní. V roce 2014 vydala svůj autobiografický debut Motorcycles I've Loved, ve kterém popsala své dětství a mládí. Za tento memoár se stala finalistkou Oregon Book Award. V roce 2016 napsala knihu povídek Quartz and Other Stories. Postapokalyptický román Good Morning, Midnight (Půlnoční nebe), který byl zařazen mezi nejlepší romány roku Chicago Review of Books, vyšel v roce 2016. Podle knihy v roce 2020 natočil film a současně ztvárnil hlavní roli George Clooney. Svůj druhý román The Light Pirate vydala autorka v roce 2022.